# Karlhans Göttlich
Karlhans Göttlich (* 9. November 1914 in Tetschen; † 24. Juli 1991 in Sigmaringen) war Diplom-Landwirt und einer der bedeutendsten deutschen Moor- und Torflagerstättenforscher des 20. Jahrhunderts.

## Biographie und Lebenswerk

### Unruhige Kriegszeiten
Geboren in Tetschen an der Elbe (Nordböhmen), ließen sich seine Eltern jedoch bald in Lemberg in Polen (heute eine ukrainische Stadt) nieder. Am dortigen Deutschen Gymnasium machte Göttlich 1935 das Abitur. Danach studierte er an der technischen Hochschule in Lemberg Landwirtschaft und verließ diese Anstalt als Diplom-Landwirt. Die Kriegsereignisse verschlugen ihn dann aber nach Posen (Westpreußen), wo er in der Zeit von 1940 bis 1945 die Landbau-Außenstelle Langensalza der Landesbauernschaft Posen leitete. Dort ließ er sich von dem Pedologen und Moorkundler Professor P. W. Thomson für die Moore begeistern, wurde Stipendiat an der Moor-Versuchsstation in Bremen und fertigte dort auch eine Doktorarbeit an, die aber in den Kriegswirren verloren ging.
Auf der Flucht aus Posen gelangte Göttlich nach Hessen, wo er ab 1945 an der Landwirtschaftsschule Groß-Gerau wirkte. Aber bereits nach drei Jahren wechselte er nach Baden-Württemberg, um sich in Sigmaringen an der Donau endgültig niederzulassen. Dort fand er eine Anstellung beim Wasserwirtschaftsamt und leitete von 1948 bis 1980 das Referat „Kulturtechnische Boden- und Moorkunde“, wo er neben der stets wenig geliebten Verwaltungstätigkeit endlich auch Zeit für Forschung und Lehre fand.

### Kartographische Pionierarbeit

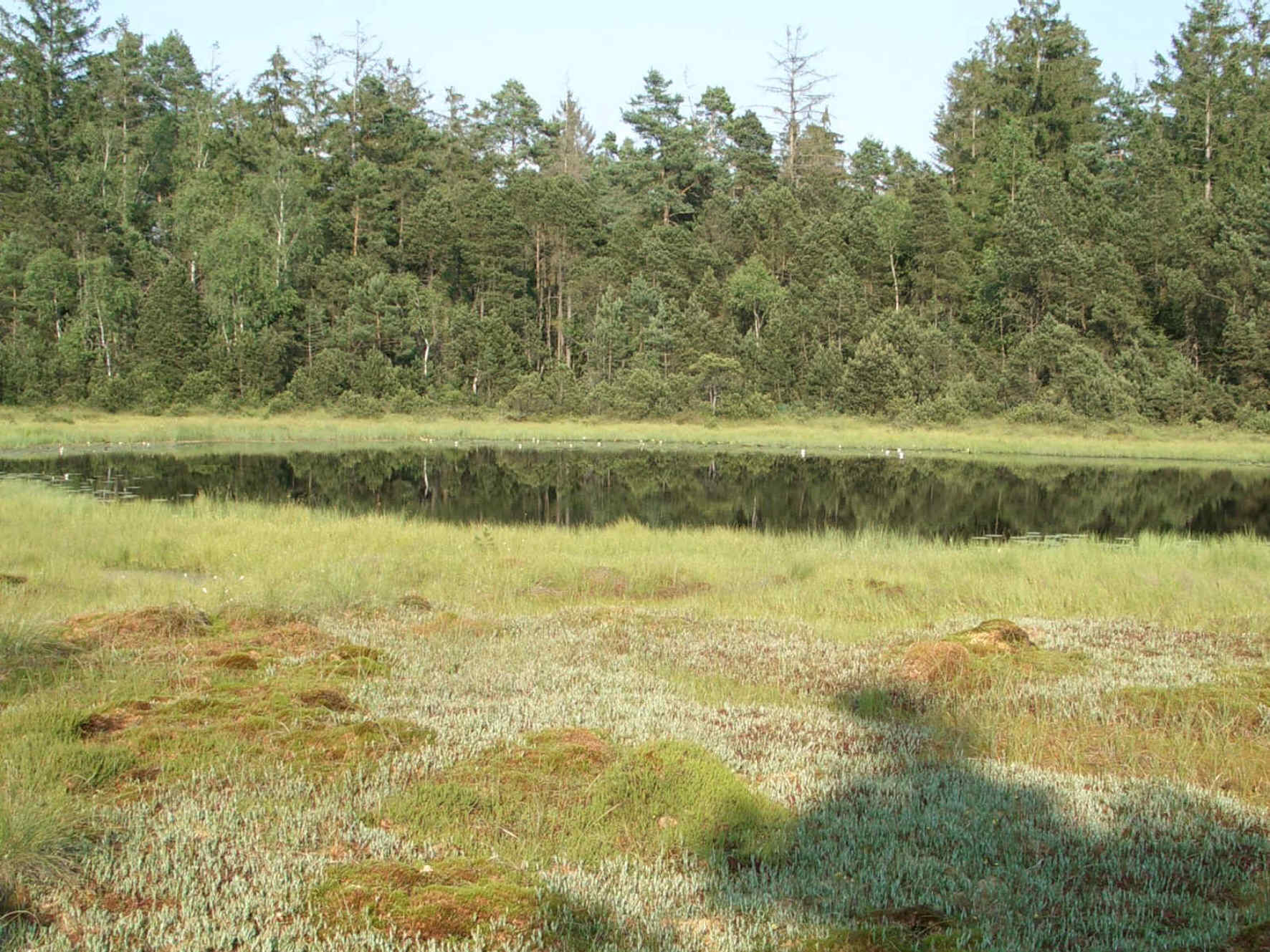
Hochmoor Häckler Ried (Oberschwaben) mit sogenanntem Blindsee – Gegenstand GÖTTLICHs Dissertation

In der Sigmaringer Zeit schuf Göttlich sein eigentliches Lebenswerk, das Moorkataster Südwestdeutschlands. Dazu suchte er die insgesamt etwa 3000 Riede und Moore im westlichen Teil des voralpinen Hügel- und Moorlandes auf. Zusammen mit einem kleinen Mitarbeiterstab erbohrte er die Torflagerstätten in Mächtigkeit und Schichtfolge (Stratigraphie), vermaß die horizontale Ausdehnung der Moore, dokumentierte Torfart, Zersetzungsgrad, rezente Vegetation und aktuelle Nutzung. Die 1960er und 70er Jahre waren zweifellos die produktivsten seiner Forschungs- und Lehrtätigkeit. Aus dem zunächst großmaßstäblichen Moorkataster entwickelte er dann die „Moorkarte von Baden-Württemberg mit Erläuterungen“ (erschienen im Maßstab 1:50.000 beim Landesvermessungsamt Baden-Württemberg). Dabei war Göttlich stets bestrebt, dem sich aufdrängenden interdisziplinären Ansatz gerecht zu werden: Er stellte quartärgeologische, entwicklungsgeschichtliche, pedologische und floristische Befunde in konkretem Bezug dar. Aus diesem Grunde wurden die für ganz Deutschland beispielhaften, insgesamt mit 13 Blättern erschienenen Moorkarten unentbehrliche Daten- und Planungsgrundlage für die Landes- und Regionalplanung, für Wasserwirtschaftler und Landwirte ebenso wie für Naturschützer und Biotopkartierer. In den letzten Jahren seines Lebens nahm er sich sogar noch der Moore Südtirols an und erfasste sie in Stratigraphie, Vegetations- und Erdgeschichte bis hin zu Bodenphysik und Moorhydrologie.

### Forschung und Lehre
Parallel zu den Kartierarbeiten promovierte Göttlich bereits im Jahre 1950 an der damaligen Landwirtschaftlichen Hochschule in Stuttgart-Hohenheim bei Heinrich Walter über das Häckler Ried, ein oberschwäbisches Übergangs- und Hochmoor. Sechs Jahre später erhielt er in Hohenheim einen Lehrauftrag und konnte erstmals das Fächerangebot um die Disziplin „Moorkunde“ erweitern. Im Jahre 1964 habilitierte sich Göttlich und 1971 wurde er zum außerplanmäßigen Professor an der inzwischen zur Universität erhobenen Anstalt ernannt. Standen Göttlichs Forschungsschwerpunkte in den 1940er und 50er Jahren noch ganz im Zeichen der Moorkultivierung und des Kulturbauwesens, so setzte er sich später zunehmend mit Fragen der Stratigraphie und Entwicklungsgeschichte der Moore, der Bodenphysik, der Anmoor-Forschung und – auf dem Wege über die Pollenanalyse – mit der Vegetationsgeschichte Süddeutschlands auseinander. Dieser widmete er sich mit zunehmender Aufmerksamkeit und gelangte darüber auch zur Geobotanik. Seine ausgeprägte Reiselust führte ihn – meist mit dem Wohnmobil und oft zusammen mit seiner Familie – in viele Länder, vornehmlich nach Griechenland, Norwegen und sogar nach Neuseeland, wo er ebenfalls moorkundliche Studien betrieb.
Neben seinen etwa 100 wissenschaftlichen Veröffentlichungen stellt die Herausgabe des grundlegenden Handbuches Moor- und Torfkunde die Krönung seines Schaffens dar (bisher in drei deutschsprachigen Auflagen und einer englischsprachigen unter Hrsg. Heathwalte erschienen). Dieses Werk gilt als weltweit wichtigstes Kompendium auf dem Gebiet der Moorkunde.

## Ehrungen
- Gründungsmitglied der Deutschen Gesellschaft für Moor- und Torfkunde (DGMT)
- Ehrenmitglied der DGMT
- Träger der C.A. Weber-Medaille
- Träger des Bundesverdienstkreuzes am Bande (25. Juni 1979)[1]

## Veröffentlichungen
- zusammen mit A. L. Heathwaite: Mires: Process, Exploitation and Conservation: Process, Exploration and Conservation. John Wiley & Sons, Chichester 1993 (englisch).
- Moor- und Torfkunde. Schweizerbart’sche Verlagsbuchhandlung, Stuttgart 1976 (Seitdem mehrfach aktualisiert aufgelegt).
- Die Moorkarte von Baden-Württemberg. Hrsg.: Landesvermessungsamt Baden-Württemberg u. dem Regierungspräsidium Tübingen. Landesvermessungsamt, Stuttgart (15 Blätter, 1965–1980).